# Vararia microphysa
Vararia microphysa är en svampart som beskrevs av Boidin & Lanq. 1975. Vararia microphysa ingår i släktet Vararia och familjen Lachnocladiaceae.   Inga underarter finns listade i Catalogue of Life.